# MAZARIA
MAZARIA（マザリア）は、かつてバンダイナムコアミューズメントが運営していた屋内テーマパーク。

## 概要
2019年2月17日に閉園した『J-WORLD TOKYO』の跡地（サンシャインシティワールドインポートマートビル3階）に、2019年7月12日に開場した。
『アニメとゲームに入る場所』をコンセプトに、VRをはじめとする各種技術を活用したアクティビティを設置。東京・新宿歌舞伎町に期間限定で営業していた『VR ZONE SHINJUKU』の実質的な移転リニューアルで、VR ZONE SHINJUKUで営業されていたアクティビティの大部分はそのままMAZARIAに移設され、それに加えて新しいアクティビティも追加されていた。
園内に設置されている吹き抜けの階段を経由することで、階下のナンジャタウンと追加の入園料は不要で自由に行き来が可能となっていた。アトラクション利用料金は別だが、MAZARIAのアクティビティと、ナンジャタウンのアトラクションを相互に利用できるチケットも存在した。
2020年8月31日をもって閉場した。跡地には2021年2月26日に同じくバンダイナムコが運営する「ガシャポンのデパート 池袋総本店」、2021年3月19日にナンジャタウンの一部として新街区「Hugood!街区」がそれぞれ開業した。

## ゾーン
エントランスを除き、4つのゾーンで構成され、ゾーンテーマに合わせたアクティビティを設置している
- 【フェスティバルゾーン】賑やかに体験できるアクティビティが中心。「アスレチックVRパックマンチャレンジ」「太鼓の達人VRだドン！」「マリオカートVR」など。
- 【アドベンチャーゾーン】冒険をテーマにしたアクティビティが中心。「ドラゴンクエストVR」「スキーロデオ」「ハネチャリ」「釣りVR GIJIESTA」など。
- 【パニックゾーン】スリルやホラーを体験するアクティビティが中心。「ゾンビサバイバルHARDCALL」「脱出病棟Ω」「高所恐怖SHOW」など。
- 【SFゾーン】SFアニメ、映画などを体験するアクティビティが中心。「エヴァンゲリオンVR」「ゴジラVR」「ギャラガフィーバー」など。